# Misgolas raveni
Misgolas raveni is een spinnensoort in de taxonomische indeling van de valdeurspinnen (Idiopidae).
Het dier behoort tot het geslacht Misgolas. De wetenschappelijke naam van de soort werd voor het eerst geldig gepubliceerd in 2008 door G. Wishart & D.M Rowell.